# فيكتور سيمون بدوي
فيكتور سيمون بدوي (بالإندونيسية: Victor Simon Badawi)‏ هو لاعب كرة قدم إندونيسي في مركز الدفاع، ولد في 17 فبراير 1980. لعب مع بالي يونايتد وبيرسيتا تانغيرانغ.

## وصلات خارجية
- فيكتور سيمون بدوي على موقع قاعدة بيانات كرة القدم.إي يو (الإنجليزية)
- فيكتور سيمون بدوي على موقع Soccerway.com (الإنجليزية)